# Unione Calcio AlbinoLeffe 2011-2012
Questa voce raccoglie le informazioni riguardanti l'Unione Calcio AlbinoLeffe nelle competizioni ufficiali della stagione 2011-2012.

## Stagione
Emiliano Mondonico non ha ancora risolto il suo problema di salute e la dirigenza decide di affidare la panchina a Daniele Fortunato, che aveva sostituito il tecnico di Rivolta d'Adda per un breve periodo già nella stagione precedente.
Mirco Poloni viene promosso dal ruolo di collaboratore tecnico a quello di allenatore in seconda, mentre Ruben Garlini, appena ritiratosi dall'attività agonistica, subentra proprio a Poloni come collaboratore tecnico.
La Coppa Italia dell'Albinoleffe dura appena due turni: eliminati con fatica i dilettanti del Castel Rigone, i seriani soccombono al cospetto del Cagliari che rifila loro una cinquina senza appello.
In campionato il cammino è caratterizzato dalla discontinuità: a grandi prestazioni (su tutte la vittoria esterna sul campo del Bari e quella casalinga contro il Padova) si alternano prove opache, in particolare le goleade subite contro Pescara e Livorno.
Crocevia decisivo è lo scontro salvezza casalingo contro l'Ascoli: la vittoria lancia l'AlbinoLeffe in classifica e salva la panchina di Fortunato, considerata fortemente a rischio dopo il ko di pochi giorni prima a Vicenza.
I 4 punti conquistati contro Reggina e Brescia contribuiscono a dare ulteriore slancio a un campionato che per i seriani comincia ad assumere contorni più rassicuranti.
Nel passaggio al nuovo anno, però, l'AlbinoLeffe incappa in un nuovo momento negativo e, dopo la sconfitta casalinga contro il Bari, la società esonera Fortunato e affida la panchina al bergamasco Sandro Salvioni.
Con lui non avviene la tanto attesa sterzata, anzi la situazione peggiora sempre di più: l'AlbinoLeffe sotto la sua gestione non raccoglie nemmeno una vittoria e arriva all'ultimo posto in classifica.
Alla vigilia di Pasqua Salvioni viene sollevato dall'incarico ed è il tecnico della Primavera Alessio Pala il terzo allenatore della stagione, con Ruben Garlini promosso a suo vice e con Mirco Poloni che prende il posto di Pala sulla panchina della Primavera.
Nemmeno questo ennesimo cambio di allenatore sortisce l'effetto sperato e il 5 maggio, dopo la sconfitta sul campo della Nocerina, l'AlbinoLeffe è matematicamente retrocesso in Lega Pro dopo nove stagioni consecutive di militanza in cadetteria: per la prima volta nella sua storia la Celeste subisce una retrocessione.
Pala ha l'occasione di far debuttare molti ragazzi del settore giovanile nelle ultime e inutili partite del campionato.
Come se non bastasse, l'AlbinoLeffe è pesantemente coinvolto nello scandalo del calciscommesse con il deferimento per responsabilità oggettiva a causa della combine di partite di campionati precedenti da parte di alcuni ex tesserati.
Poloni e Garlini decidono di autosospendersi per potersi meglio tutelare nelle opportune sedi.
L'AlbinoLeffe chiude la sua triste stagione all'ultimo posto in classifica e retrocede insieme a Gubbio e Nocerina, con un distacco notevole rispetto alla zona play-out.

## Divise e sponsor
Lo sponsor tecnico per la stagione 2011-2012 è Acerbis, mentre lo sponsor ufficiale è UBI Assicurazioni. La prima maglia è celeste con inserti neri, la seconda maglia è rossa con calzoncini gialli.

## Rosa
| N. |                      | Ruolo | Calciatore                   |
| -- | -------------------- | ----- | ---------------------------- |
| 1  | Italia (bandiera)    | P     | Luca Tomasig                 |
| 2  | Italia (bandiera)    | D     | Michele Cortinovis           |
| 3  | Italia (bandiera)    | D     | Dario Bergamelli             |
| 4  | Italia (bandiera)    | C     | Enrico Geroni                |
| 5  | Italia (bandiera)    | D     | Fabio Lebran                 |
| 6  | Italia (bandiera)    | C     | Roberto Previtali (capitano) |
| 7  | Italia (bandiera)    | C     | Michael Cia                  |
| 7  | Italia (bandiera)    | A     | Domenico Germinale           |
| 8  | Argentina (bandiera) | A     | Leandro Martínez             |
| 9  | Italia (bandiera)    | A     | Andrea Cocco                 |
| 10 | Guinea (bandiera)    | A     | Karamoko Cissé               |
| 11 | Italia (bandiera)    | D     | Valerio Foglio               |
| 13 | Italia (bandiera)    | D     | Alessandro Malomo            |
| 14 | Italia (bandiera)    | C     | Alessandro Salvi             |
| 16 | Italia (bandiera)    | D     | Francesco Luoni              |
| 17 | Italia (bandiera)    | C     | Mattia Corradi               |
| 18 | Italia (bandiera)    | C     | Andrea Cristiano             |
| 19 | Italia (bandiera)    | A     | Massimiliano Pesenti         |
| 20 | Italia (bandiera)    | D     | Simone Carminati             |

| N. |                      | Ruolo | Calciatore              |
| -- | -------------------- | ----- | ----------------------- |
| 21 | Italia (bandiera)    | C     | Simon Laner             |
| 22 | Francia (bandiera)   | C     | Anthony Taugourdeau     |
| 23 | Italia (bandiera)    | A     | Mario Pacilli           |
| 25 | Italia (bandiera)    | D     | Manuel Daffara          |
| 27 | Italia (bandiera)    | P     | Daniel Offredi          |
| 29 | Italia (bandiera)    | C     | Michael Girasole        |
| 32 | Italia (bandiera)    | A     | Omar Torri              |
| 39 | Slovenia (bandiera)  | D     | Adam Ambra              |
| 49 | Italia (bandiera)    | C     | Enrico Di Cesare        |
| 55 | Italia (bandiera)    | D     | Paolo Maino             |
| 58 | Finlandia (bandiera) | C     | Mehmet Hetemaj          |
| 64 | Italia (bandiera)    | D     | Rocco D'Aiello          |
| 72 | Italia (bandiera)    | P     | Stefano Chimini         |
| 77 | Italia (bandiera)    | D     | Matteo Piccinni         |
| 79 | Italia (bandiera)    | D     | Pierre Giorgio Regonesi |
| 93 | Italia (bandiera)    | A     | Andrea Belotti          |
| 95 | Lettonia (bandiera)  | C     | Sergejs Vorobjovs       |
| 99 | Italia (bandiera)    | D     | Davide Ondei            |

## Calciomercato

### Sessione estiva(dall'1/7 al 31/8)
Il mercato estivo non si segnala per colpi di particolare importanza: senz'altro essenziale è stata la permanenza di Andrea Cocco, destinato a esplodere in questa stagione, il quale è stato riscattato dal Cagliari ma ceduto in prestito ai seriani per un altro anno.
I volti nuovi sono Alessandro Malomo, giovane promessa del vivaio romanista, il bomber della Pro Patria Mario Pacilli e gli acquisti dell'ultimo giorno di mercato, vale a dire il difensore giuliano Rocco D'Aiello e l'attaccante del Benevento Domenico Germinale.
Lasciano Bergamo Gabriele Perico (destino inverso invece per Simon Laner, riscattato dai seriani), Paolo Grossi (tornato a Varese, da cui passerà al Siena) e Matteo Momentè (tornato a Varese con Grossi).
| Acquisti | Acquisti            | Acquisti        | Acquisti                  |
| R.       | Nome                | da              | Modalità                  |
| -------- | ------------------- | --------------- | ------------------------- |
| P        | Davide Amadori      | Renate          | fine prestito             |
| P        | Stefano Chimini     | Feralpisalò     | definitivo                |
| P        | Mattia Giussani     | Renate          | riscattato                |
| P        | Daniel Offredi      | Reggiana        | fine prestito             |
| P        | Fabio Rigamonti     | Seregno         | definitivo                |
| P        | Luca Tomasig        | Reggiana        | riscattato                |
| D        | Riccardo Barzaghi   | Inter           | definitivo                |
| D        | Dario Bergamelli    | Atalanta        | riscattato                |
| D        | Rocco D'Aiello      | Triestina       | prestito                  |
| D        | Manuel Daffara      | Pavia           | fine prestito             |
| D        | Fabio Lebran        | Parma           | rinnovo compartecipazione |
| D        | Paolo Maino         | Barletta        | fine prestito             |
| D        | Alessandro Malomo   | Roma            | compartecipazione         |
| D        | Gianluca Marongiu   | Real Montecchio | definitivo                |
| D        | Giordano Pantano    | Lazio           | definitivo                |
| D        | Giovanni Zaro       | Pro Patria      | prestito                  |
| C        | Michael Cia         | Atalanta        | riscattato                |
| C        | Andrea Cocco        | Cagliari        | prestito                  |
| C        | Mattia Corradi      | Prato           | fine prestito             |
| C        | Simone Cortinovis   | AlzanoCene      | definitivo                |
| C        | Andrea Cristiano    | Ascoli          | fine prestito             |
| C        | Davide Di Quinzio   | Montichiari     | fine prestito             |
| C        | Donato Disabato     | Prato           | fine prestito             |
| C        | Enrico Geroni       | Barletta        | fine prestito             |
| C        | Michael Girasole    | Atalanta        | rinnovo compartecipazione |
| C        | Simon Laner         | Cagliari        | fine prestito             |
| C        | Marvin Maietti      | Milan           | definitivo                |
| C        | Anthony Taugourdeau | Prato           | fine prestito             |
| A        | Antonino Accetta    | Rhodense        | definitivo                |
| A        | Karamoko Cissé      | Atalanta        | riscattato                |
| A        | Matteo Doni         | Milan           | definitivo                |
| A        | Domenico Germinale  | Benevento       | prestito                  |
| A        | Matteo Momentè      | Varese          | compartecipazione         |
| A        | Mario Pacilli       | Pro Patria      | definitivo                |
| A        | Simone Pontiggia    | Milan           | definitivo                |
| A        | Gabriele Venturi    | Chievo          | prestito                  |

| Cessioni | Cessioni             | Cessioni     | Cessioni          |
| R.       | Nome                 | a            | Modalità          |
| -------- | -------------------- | ------------ | ----------------- |
| P        | Davide Amadori       | Venezia      | prestito          |
| P        | Paolo Branduani      | Feralpisalò  | compartecipazione |
| P        | Stefano Layeni       | Prato        | fine prestito     |
| P        | Yuri Morandi         | Prato        | fine prestito     |
| P        | Fabio Rigamonti      | Inter        | prestito          |
| D        | Nicholas Allievi     | Feralpisalò  | compartecipazione |
| D        | Luca Ferri           | Cuneo        | prestito          |
| D        | Stefano Morotti      | Renate       | prestito          |
| D        | Ruben Garlini        |              | fine carriera     |
| D        | Giordano Pantano     | Pro Patria   | compartecipazione |
| D        | Gabriele Perico      | Cagliari     | riscattato        |
| C        | Francesco Bianchetti | Feralpisalò  | compartecipazione |
| C        | Michele Calì         | Monza        | compartecipazione |
| C        | Paolo Carminati      | Renate       | prestito          |
| C        | Michael Cia          | Benevento    | prestito          |
| C        | Andrea Cocco         | Cagliari     | riscattato        |
| C        | Donato Disabato      | Pro Vercelli | compartecipazione |
| C        | Francesco Gazo       | Pro Vercelli | compartecipazione |
| C        | Enrico Geroni        | Prato        | prestito          |
| C        | Paolo Grossi         | Varese       | riscattato        |
| C        | Alessio Manzoni      | Parma        | fine prestito     |
| C        | Nicola Madonna       | Atalanta     | riscattato        |
| C        | Nicola Mingazzini    |              | svincolato        |
| C        | Tommaso Morosini     | Bassano      | compartecipazione |
| C        | Mirko Sala           | Feralpisalò  | compartecipazione |
| A        | Matteo Momentè       | Varese       | fine prestito     |
| A        | Manuel Personé       | Cuneo        | prestito          |
| A        | Massimiliano Pesenti | Prato        | prestito          |
| A        | Mattia Valoti        | Milan        | fine prestito     |

### Sessione invernale(dal 3/01 al 31/01)
Nonostante una situazione di classifica delicata, la società non interviene sul mercato, a eccezione di alcuni affari riguardanti giovani calciatori.
| Acquisti | Acquisti         | Acquisti | Acquisti   |
| R.       | Nome             | da       | Modalità   |
| -------- | ---------------- | -------- | ---------- |
| C        | Andrea Sclauzero | Cuneo    | definitivo |
| A        | Hicham Kanis     | Renate   | prestito   |

## Risultati

### Serie B

#### Girone di andata
| Arbitro: | Irrati (Pistoia) |

|                                  |           |                     |
| Gasparetto 19’ Vitofrancesco 50’ | Marcatori | 43’ (rig.) Regonesi |

| Arbitro: | Di Paolo (Avezzano) |

|                        |           |                           |
| Previtali 1’ Cocco 47’ | Marcatori | 33’ Sforzini 37’ Alfageme |

| Arbitro: | Palazzino (Ciampino) |

|                     |           |                                         |
| De Paula 31’, 90+4’ | Marcatori | 62’ (rig.) Cocco 68’ Cissé 89’ Girasole |

| Arbitro: | Mariani (Aprilia) |

|                |           |              |
| Cocco 47’, 78’ | Marcatori | 68’ Bernacci |

| Arbitro: | Gavillucci (Latina) |

|                             |           |           |
| Neto Pereira 2’ De Luca 82’ | Marcatori | 59’ Cocco |

| Arbitro: | Candussio (Cervignano del Friuli) |

|           |           |                                             |
| Cissé 79’ | Marcatori | 35’ Foggia 52’ Bertani 58’ (rig.) Maccarone |

| Arbitro: | Baratta (Salerno) |

|                                                                      |           |                                             |
| Previtali 7’ (aut.) Sansovini 27’ Insigne 43’ Gessa 44’ Immobile 50’ | Marcatori | 68’ Cristiano 83’ (rig.) Cocco 87’ Girasole |

| Arbitro: | Giancola (Vasto) |

|                  |           |  |
| Cocco 43’ (rig.) | Marcatori |  |

| Arbitro: | Mariani (Aprilia) |

|  |           |                                                   |
|  | Marcatori | 13’ Piccolo 15’ Schiattarella 47’, 56’ Belingheri |

| Arbitro: | Cervellera (Taranto) |

|              |           |  |
| Laribi 90+1’ | Marcatori |  |

| Arbitro: | Viti (Campobasso) |

|            |           |                                           |
| Foglio 50’ | Marcatori | 45’ Djurić 53’ (rig.) Loviso 87’ C. Ciano |

| Arbitro: | Palazzino (Ciampino) |

|                             |           |           |
| Paolucci 51’ Abbruscato 65’ | Marcatori | 14’ Laner |

| Arbitro: | Di Bello (Brindisi) |

|              |           |  |
| Germinale 6’ | Marcatori |  |

| Empoli 5 novembre 2011, ore 15:00 CEST 14ª giornata | Empoli              | 0 – 0 referto | AlbinoLeffe | Stadio Carlo Castellani (2.066 spett.)\| Arbitro: \| Merchiori (Ferrara) \| |
| Arbitro:                                            | Merchiori (Ferrara) |               |             |                                                                             |

| Arbitro: | Gallione (Alessandria) |

|                       |           |                          |
| Erpen 17’ Cazzola 44’ | Marcatori | 49’ Germinale 88’ Lebran |

| Arbitro: | Baracani (Firenze) |

|           |           |           |
| Cocco 36’ | Marcatori | 56’ Rizzo |

| Arbitro: | Giacomelli (Trieste) |

|                |           |                                              |
| Jonathas 90+1’ | Marcatori | 13’ (rig.) Cocco 43’ (aut.) Magli 67’ Foglio |

| Arbitro: | Di Paolo (Avezzano) |

|                |           |                        |
| Laner 18’, 59’ | Marcatori | 53’ Plasmati 58’ Negro |

| Arbitro: | Merchiori (Ferrara) |

|               |           |  |
| Pichlmann 81’ | Marcatori |  |

| Bergamo 17 dicembre 2011, ore 15:00 CET 20ª giornata | AlbinoLeffe       | 0 – 0 referto | Gubbio | Stadio Atleti Azzurri d'Italia (1.978 spett.)\| Arbitro: \| Viti (Campobasso) \| |
| Arbitro:                                             | Viti (Campobasso) |               |        |                                                                                  |

| Torino 6 gennaio 2012, ore 12:30 CET 21ª giornata | Torino       | 0 – 0 referto | AlbinoLeffe | Stadio Olimpico (15.000 spett.)\| Arbitro: \| Nasca (Bari) \| |
| Arbitro:                                          | Nasca (Bari) |               |             |                                                               |

#### Girone di ritorno
| Arbitro: | Ostinelli (Como) |

|           |           |               |
| Laner 38’ | Marcatori | 40’ Busellato |

| Arbitro: | Baracani (Firenze) |

|              |           |  |
| Alfageme 59’ | Marcatori |  |

| Arbitro: | Gallione (Alessandria) |

|  |           |                             |
|  | Marcatori | 74’ Castillo 90+2’ De Falco |

| Modena 21 febbraio 2012, ore 18:30 CET 25ª giornata | Modena                            | 0 – 0 referto | AlbinoLeffe | Stadio Alberto Braglia (4.600 spett.)\| Arbitro: \| Candussio (Cervignano del Friuli) \| |
| Arbitro:                                            | Candussio (Cervignano del Friuli) |               |             |                                                                                          |

| Arbitro: | Baratta (Salerno) |

|               |           |                  |
| Germinale 45’ | Marcatori | 4’, 60’ Granoche |

| Arbitro: | Palazzino (Ciampino) |

|           |           |  |
| Pozzi 25’ | Marcatori |  |

| Arbitro: | Tommasi (Bassano del Grappa) |

|           |           |              |
| Cocco 73’ | Marcatori | 17’ Immobile |

| Arbitro: | Cervellera (Taranto) |

|                               |           |                              |
| Bovo 5’ Ruopolo 30’ Cacia 63’ | Marcatori | 13’ (rig.), 79’ (rig.) Cocco |

| Arbitro: | Giancola (Vasto) |

|                                            |           |             |
| Paulinho 1’, 17’ Siligardi 44’ Dionisi 61’ | Marcatori | 83’ Belotti |

| Arbitro: | Velotto (Grosseto) |

|                         |           |                                        |
| Previtali 20’ Laner 30’ | Marcatori | 69’ Bruno 80’ Longhi 90+4’ Troianiello |

| Arbitro: | Tommasi (Bassano del Grappa) |

|                                                         |           |                            |
| Gabionetta 7’, 27’ Florenzi 36’ Sansone 81’ Calil 90+3’ | Marcatori | 32’ (rig.) Cissé 84’ Torri |

| Arbitro: | Irrati (Pistoia) |

|  |           |              |
|  | Marcatori | 87’ Paolucci |

| Arbitro: | Baratta (Salerno) |

|             |           |  |
| Gerardi 70’ | Marcatori |  |

| Arbitro: | Ciampi (Roma) |

|  |           |                                 |
|  | Marcatori | 21’ (rig.) Tavano 71’ Maccarone |

| Arbitro: | Pinzani (Empoli) |

|             |           |                        |
| Belotti 11’ | Marcatori | 6’ Mezavilla 60’ Maury |

| Arbitro: | Di Paolo (Avezzano) |

|                     |           |  |
| Ceravolo 77’ (rig.) | Marcatori |  |

| Arbitro: | Calvarese (Teramo) |

|  |           |                           |
|  | Marcatori | 37’ Jonathas 79’ F. Rossi |

| Arbitro: | Di Bello (Brindisi) |

|           |           |  |
| Merino 4’ | Marcatori |  |

| Arbitro: | Cervellera (Taranto) |

|              |           |           |
| Girasole 21’ | Marcatori | 43’ Gomez |

| Arbitro: | Mariani (Aprilia) |

|           |           |                        |
| Guzmán 3’ | Marcatori | 28’ Girasole 69’ Torri |

| Bergamo 26 maggio 2012, ore 20:45 CEST 42ª giornata | AlbinoLeffe      | 0 – 0 referto | Torino | Stadio Atleti Azzurri d'Italia (3.376 spett.)\| Arbitro: \| Irrati (Pistoia) \| |
| Arbitro:                                            | Irrati (Pistoia) |               |        |                                                                                 |

### Coppa Italia
| Arbitro: | Viti (Campobasso) |

|                                  |           |                 |
| Guastalvino 39’ (aut.) Laner 49’ | Marcatori | 9’ Tranchitella |

| Arbitro: | Doveri (Roma) |

|                                                  |           |           |
| Nenê 36’ (rig.) Larrivey 40’, 51’, 69’ Conti 50’ | Marcatori | 62’ Torri |

## Statistiche

### Statistiche di squadra
| Competizione | Punti | In casa | In casa | In casa | In casa | In casa | In casa | In trasferta | In trasferta | In trasferta | In trasferta | In trasferta | In trasferta | Totale | Totale | Totale | Totale | Totale | Totale | DR  |
| Competizione | Punti | G       | V       | N       | P       | Gf      | Gs      | G            | V            | N            | P            | Gf           | Gs           | G      | V      | N      | P      | Gf     | Gs     | DR  |
| ------------ | ----- | ------- | ------- | ------- | ------- | ------- | ------- | ------------ | ------------ | ------------ | ------------ | ------------ | ------------ | ------ | ------ | ------ | ------ | ------ | ------ | --- |
| Serie B      | 30    | 21      | 3       | 8       | 10      | 18      | 33      | 21           | 3            | 4            | 14           | 21           | 36           | 42     | 6      | 12     | 24     | 39     | 69     | -30 |
| Coppa Italia | -     | 1       | 1       | 0       | 0       | 2       | 1       | 1            | 0            | 0            | 1            | 1            | 5            | 2      | 1      | 0      | 1      | 3      | 6      | -3  |
| Totale       | -     | 22      | 4       | 8       | 10      | 20      | 34      | 22           | 3            | 4            | 15           | 22           | 41           | 44     | 7      | 12     | 25     | 42     | 75     | -33 |

### Statistiche dei giocatori
| Giocatore      | Serie B  | Serie B | Serie B     | Serie B    | Coppa Italia | Coppa Italia | Coppa Italia | Coppa Italia | Totale   | Totale | Totale      | Totale     |
| Giocatore      | Presenze | Reti    | Ammonizioni | Espulsioni | Presenze     | Reti         | Ammonizioni  | Espulsioni   | Presenze | Reti   | Ammonizioni | Espulsioni |
| -------------- | -------- | ------- | ----------- | ---------- | ------------ | ------------ | ------------ | ------------ | -------- | ------ | ----------- | ---------- |
| A. Belotti     | 8        | 2       | 0           | 0          | -            | -            | -            | -            | 8        | 2      | 0           | 0          |
| D. Bergamelli  | 32       | 0       | 5           | 2          | -            | -            | -            | -            | 32       | 0      | 5           | 2          |
| S. Carminati   | 1        | 0       | 0           | 0          | -            | -            | -            | -            | 1        | 0      | 0           | 0          |
| M. Cia         | -        | -       | -           | -          | 1            | 0            | 0            | 0            | 1        | 0      | 0           | 0          |
| K. Cissé       | 19       | 3       | 5           | 1          | -            | -            | -            | -            | 19       | 3      | 5           | 1          |
| A. Cocco       | 31       | 12      | 5           | 0          | 2            | 0            | 1            | 0            | 33       | 12     | 6           | 0          |
| M. Corradi     | 4        | 0       | 1           | 0          | -            | -            | -            | -            | 4        | 0      | 1           | 0          |
| M. Cortinovis  | 2        | 0       | 0           | 0          | -            | -            | -            | -            | 2        | 0      | 0           | 0          |
| A. Cristiano   | 34       | 1       | 4           | 0          | 1            | 0            | 1            | 0            | 35       | 1      | 5           | 0          |
| R. D'Aiello    | 16       | 0       | 7           | 1          | -            | -            | -            | -            | 16       | 0      | 7           | 1          |
| M. Daffara     | 13       | 0       | 2           | 1          | -            | -            | -            | -            | 13       | 0      | 2           | 1          |
| E. Di Cesare   | 4        | 0       | 1           | 0          | -            | -            | -            | -            | 4        | 0      | 1           | 0          |
| V. Foglio      | 33       | 2       | 5           | 1          | 1            | 0            | 1            | 0            | 34       | 2      | 6           | 1          |
| D. Germinale   | 22       | 3       | 4           | 0          | -            | -            | -            | -            | 22       | 3      | 4           | 0          |
| M. Girasole    | 36       | 4       | 3           | 1          | 1            | 0            | 0            | 0            | 37       | 4      | 3           | 1          |
| M. Hetemaj     | 35       | 0       | 10          | 1          | 2            | 0            | 0            | 0            | 37       | 0      | 10          | 1          |
| S. Laner       | 37       | 5       | 5           | 2          | 2            | 1            | 0            | 0            | 39       | 6      | 5           | 2          |
| F. Lebran      | 17       | 1       | 5           | 0          | 2            | 0            | 0            | 0            | 19       | 1      | 5           | 0          |
| F. Luoni       | 19       | 0       | 4           | 2          | 2            | 0            | 0            | 0            | 21       | 0      | 4           | 2          |
| P. Maino       | 3        | 0       | 1           | 0          | -            | -            | -            | -            | 3        | 0      | 1           | 0          |
| A. Malomo      | 9        | 0       | 1           | 0          | -            | -            | -            | -            | 9        | 0      | 1           | 0          |
| D. Ondei       | 5        | 0       | 1           | 0          | -            | -            | -            | -            | 5        | 0      | 1           | 0          |
| D. Offredi     | 26       | -41     | 1           | 0          | -            | -            | -            | -            | 26       | -41    | 1           | 0          |
| M. Pacilli     | 25       | 0       | 1           | 0          | 2            | 0            | 0            | 0            | 27       | 0      | 1           | 0          |
| M. Pesenti     | 1        | 0       | 0           | 0          | -            | -            | -            | -            | 1        | 0      | 0           | 0          |
| M. Piccinni    | 32       | 0       | 10          | 0          | 2            | 0            | 0            | 1            | 34       | 0      | 10          | 1          |
| R. Previtali   | 21       | 2       | 8           | 0          | 1            | 0            | 0            | 0            | 22       | 2      | 8           | 0          |
| P. G. Regonesi | 19       | 1       | 2           | 0          | 2            | 0            | 0            | 0            | 21       | 1      | 2           | 0          |
| A. Salvi       | 22       | 0       | 3           | 0          | 2            | 0            | 0            | 0            | 24       | 0      | 3           | 0          |
| A. Taugourdeau | 14       | 0       | 1           | 0          | 1            | 0            | 0            | 0            | 15       | 0      | 1           | 0          |
| L. Tomasig     | 16       | -27     | 0           | 1          | 2            | -6           | 0            | 0            | 18       | -33    | 0           | 1          |
| O. Torri       | 24       | 2       | 1           | 0          | 2            | 1            | 0            | 0            | 26       | 3      | 1           | 0          |
| S. Vorobjovs   | 1        | 0       | 0           | 0          | -            | -            | -            | -            | 1        | 0      | 0           | 0          |